# Parafia Świętych Wiery, Nadziei, Luby i matki ich Zofii w Sosnowcu
Parafia Świętych Wiery, Nadziei, Luby i Matki Ich Zofii – parafia prawosławna w Sosnowcu, w dekanacie Kraków diecezji łódzko-poznańskiej.
Na terenie parafii funkcjonuje 1 cerkiew:
- cerkiew Świętych Wiery, Nadziei, Luby i matki ich Zofii w Sosnowcu – parafialna

## Historia
Parafia powstała w 1889, co zostało potwierdzone dekretem arcybiskupa warszawsko-chełmskiego Leoncjusza z 20 maja 1890. Cerkiew parafialną zbudowano w latach 1888–1889, konsekrowano 28 listopada 1889.
Obecnie parafia obejmuje swoim zasięgiem południową część województwa śląskiego, m.in. aglomerację katowicką, aglomerację rybnicką i Śląsk Cieszyński.
Od marca 2018 r. parafia prowadzi punkt duszpasterski Świętych Cyryla i Metodego w Bielsku-Białej; nabożeństwa odprawiane są w rzymskokatolickim kościele Trójcy Przenajświętszej przy ulicy Jana III Sobieskiego 10.

## Wykaz proboszczów[3]
- 1889–1908 i 1909–1914 – ks. Jan (Joan) Lewicki
- 1909 – ks. Konstanty Koronin
- 1915–1918 – ks. Antoni Rudlewski (p.o.)
- 1918 – ks. Bazyli Martysz (p.o.)
- 1920–1934 – ks. Andrzej Karpowicz (p.o.)
- 1934–1939 – ks. Borys Sobolewski (p.o.)
- 1939–1945 – ks. Konstanty Gawryłkow
- 1945–1954 – ks. Eugeniusz Mironowicz
- 1954–1961 – ks. Wsiewołod Łopuchowicz
- 1961–1978 – ks. Wiktor Rzecki
- 1979–2018 – ks. mitrat płk. Sergiusz Dziewiatowski
- od 2018 – ks. dr Mikołaj Dziewiatowski